# I grandi successi originali
I grandi successi originali è il titolo di una serie di compilation musicali facenti parte di una collana discografica denominata Flashback, pubblicate su compact disc e musicassetta dalla BMG Ricordi con marchio RCA a partire dal 2000.

## Descrizione
Si tratta, nella quasi totalità dei casi, di raccolte monografiche dedicate a singoli artisti italiani, solisti o gruppi, suddivise in due volumi, ciascuno dei quali contenente 12 brani, per un totale di 24. Raccolte di successi, tutti rigorosamente in versione originale e in qualità rimasterizzata, che rappresentano spesso la prima stampa, nel formato compact disc, di un certo numero di tracce fino ad allora disponibili soltanto in vinile o su musicassetta. Ne sono stati pubblicati 160 titoli.

## Elenco compilation
- I grandi successi originali – raccolta "100 anni di grandi melodie italiane"
- I grandi successi originali – raccolta di Al Bano & Romina Power
- I grandi successi originali – raccolta "L'album di... Successi anni '50"
- I grandi successi originali – raccolta "L'album di... Successi anni '60"
- I grandi successi originali – raccolta degli Alunni del Sole
- I grandi successi originali – raccolta di Paul Anka
- I grandi successi originali – raccolta di Louis Armstrong
- I grandi successi originali – raccolta della Banda dell'Arma dei Carabinieri
- I grandi successi originali – raccolta di Alain Barrière
- I grandi successi originali – raccolta di Harry Belafonte
- I grandi successi originali – raccolta di Marcella Bella
- I grandi successi originali – seconda raccolta di Marcella Bella
- I grandi successi originali – raccolta dei Bertas
- I grandi successi originali – raccolta di Umberto Bindi
- I grandi successi originali – raccolta dei La Bionda
- I grandi successi originali – raccolta di Fred Bongusto
- I grandi successi originali – raccolta di Ernesto Bonino
- I grandi successi originali – raccolta di Sergio Bruni
- I grandi successi originali – raccolta di Franco Califano
- I grandi successi originali – raccolta de I Califfi
- I grandi successi originali – raccolta di Pino Calvi
- I grandi successi originali – raccolta "Le canzoni della nostra vita vol. 1"
- I grandi successi originali – raccolta "Le canzoni della nostra vita vol. 2"
- I grandi successi originali – raccolta "Le canzoni della nostra vita vol. 3"
- I grandi successi originali – raccolta "Le canzoni della nostra vita vol. 4"
- I grandi successi originali – raccolta "Le canzoni della nostra vita vol. 5"
- I grandi successi originali – raccolta di Enzo Carella
- I grandi successi originali – raccolta di Raffaella Carrà
- I grandi successi originali – raccolta di Maria Carta
- I grandi successi originali – raccolta di Enrico Caruso
- I grandi successi originali – raccolta dell'Orchestra Spettacolo Raoul Casadei
- I grandi successi originali – raccolta dell'Orchestra Castellina-Pasi
- I grandi successi originali – raccolta di Ivan Cattaneo
- I grandi successi originali – raccolta dei Collage
- I grandi successi originali – raccolta di Perry Como
- I grandi successi originali – raccolta del Coro SAT
- I grandi successi originali – raccolta di Tony Cucchiara
- I grandi successi originali – raccolta di I Cugini di Campagna
- I grandi successi originali – raccolta di Nino D'Angelo
- I grandi successi originali – raccolta di Gino Del Vescovo
- I grandi successi originali – raccolta di Nicola Di Bari
- I grandi successi originali – raccolta di Giuseppe Di Stefano
- I grandi successi originali – raccolta dei Dik Dik
- I grandi successi originali – raccolta di Dino
- I grandi successi originali – raccolta di Donatello
- I grandi successi originali – raccolta di Drupi
- I grandi successi originali – raccolta di Sergio Endrigo
- I grandi successi originali – raccolta degli Equipe 84
- I grandi successi originali – raccolta di Toni Esposito
- I grandi successi originali – raccolta di Piergiorgio Farina
- I grandi successi originali – raccolta "I favolosi anni '60"
- I grandi successi originali – raccolta "I favolosi anni '70"
- I grandi successi originali – raccolta di José Feliciano
- I grandi successi originali – raccolta di Gabriella Ferri
- I grandi successi originali – raccolta di Nico Fidenco
- I grandi successi originali – raccolta di Fiordaliso
- I grandi successi originali – raccolta di Lando Fiorini
- I grandi successi originali – raccolta dei The Flippers
- I grandi successi originali – raccolta di Riccardo Fogli
- I grandi successi originali – raccolta di Jimmy Fontana
- I grandi successi originali – raccolta della Formula 3
- I grandi successi originali – raccolta di Mike Francis
- I grandi successi originali – raccolta di Rosanna Fratello
- I grandi successi originali – raccolta di Paolo Frescura
- I grandi successi originali – raccolta di Giorgio Gaber
- I grandi successi originali – raccolta di Ricky Gianco
- I grandi successi originali – raccolta de I Giganti
- I grandi successi originali – raccolta di Gilda Giuliani
- I grandi successi originali – raccolta di Loretta Goggi
- I grandi successi originali – raccolta di Wilma Goich
- I grandi successi originali – raccolta "Graffiti 70"
- I grandi successi originali – raccolta del Gruppo Italiano
- I grandi successi originali – raccolta degli Homo Sapiens
- I grandi successi originali – raccolta di Isabella Iannetti
- I grandi successi originali – raccolta di Anna Identici
- I grandi successi originali – raccolta dei Los Indios Tabajaras
- I grandi successi originali – raccolta "Italia... Amore mio!"
- I grandi successi originali – raccolta "Italian dance"
- I grandi successi originali – raccolta di Enzo Jannacci
- I grandi successi originali – raccolta di Kim & The Cadillacs
- I grandi successi originali – raccolta di Mario Lanza
- I grandi successi originali – raccolta di Bruno Lauzi
- I grandi successi originali – raccolta di Fausto Leali
- I grandi successi originali – raccolta di Louiselle
- I grandi successi originali – raccolta di Mal
- I grandi successi originali – raccolta di Henry Mancini
- I grandi successi originali – raccolta di Nino Manfredi
- I grandi successi originali – raccolta di Mango
- I grandi successi originali – raccolta di Fiorella Mannoia
- I grandi successi originali – raccolta dei Los Marcellos Ferial
- I grandi successi originali – raccolta di Marino Marini
- I grandi successi originali – raccolta di Bruno Martino
- I grandi successi originali – raccolta di Miranda Martino
- I grandi successi originali – raccolta di Gianni Meccia
- I grandi successi originali – raccolta "Mi ritorni in mente"
- I grandi successi originali – raccolta di Michele
- I grandi successi originali – raccolta dei Middle of the Road
- I grandi successi originali – raccolta di Milva
- I grandi successi originali – raccolta di Domenico Modugno
- I grandi successi originali – raccolta di Maria Monti
- I grandi successi originali – raccolta di Gianni Morandi
- I grandi successi originali – raccolta di Donatella Moretti
- I grandi successi originali – raccolta di Nada
- I grandi successi originali – raccolta "La nostra orchestra che suona vol. 1"
- I grandi successi originali – raccolta "La nostra orchestra che suona vol. 2"
- I grandi successi originali – raccolta della Nuova Compagnia di Canto Popolare
- I grandi successi originali – raccolta de I Nuovi Angeli
- I grandi successi originali – raccolta degli Oliver Onions
- I grandi successi originali – raccolta "Operetta che passione!"
- I grandi successi originali – raccolta di Anna Oxa
- I grandi successi originali – raccolta di Gino Paoli
- I grandi successi originali – raccolta di Fausto Papetti
- I grandi successi originali – raccolta di Adriano Pappalardo
- I grandi successi originali – raccolta di Rita Pavone
- I grandi successi originali – raccolta del Piccolo Coro dell'Antoniano
- I grandi successi originali – raccolta di Gian Pieretti
- I grandi successi originali – raccolta di Pérez Prado
- I grandi successi originali – raccolta di Patty Pravo
- I grandi successi originali – raccolta di Gigi Proietti
- I grandi successi originali – raccolta di Pupo
- I grandi successi originali – raccolta del Quartetto Cetra
- I grandi successi originali – raccolta dei Quelli
- I grandi successi originali – raccolta di Renato Rascel
- I grandi successi originali – raccolta di Mino Reitano
- I grandi successi originali – raccolta di Tony Renis
- I grandi successi originali – raccolta di Donatella Rettore
- I grandi successi originali – raccolta de I Ribelli
- I grandi successi originali – raccolta dei Ricchi e Poveri
- I grandi successi originali – raccolta di Rocky Roberts
- I grandi successi originali – raccolta dei The Rokes
- I grandi successi originali – raccolta dei Rondò Veneziano
- I grandi successi originali – raccolta di Luciano Rossi
- I grandi successi originali – raccolta di Nini Rosso
- I grandi successi originali – raccolta di Rosy
- I grandi successi originali – raccolta di Santo & Johnny
- I grandi successi originali – raccolta di Johnny Sax
- I grandi successi originali – raccolta di Tito Schipa
- I grandi successi originali – raccolta della Schola Cantorum
- I grandi successi originali – raccolta di Scialpi
- I grandi successi originali – raccolta di Neil Sedaka
- I grandi successi originali – raccolta di Ricky Shayne
- I grandi successi originali – raccolta dei The Showmen
- I grandi successi originali – raccolta di Franco Simone
- I grandi successi originali – raccolta di Bobby Solo
- I grandi successi originali – raccolta di Catherine Spaak
- I grandi successi originali – raccolta degli Squallor
- I grandi successi originali – raccolta "Super latino"
- I grandi successi originali – raccolta di Nanni Svampa
- I grandi successi originali – raccolta di Ferruccio Tagliavini
- I grandi successi originali – raccolta di Little Tony
- I grandi successi originali – raccolta di Armando Trovajoli
- I grandi successi originali – raccolta di Ornella Vanoni
- I grandi successi originali – raccolta di Sylvie Vartan
- I grandi successi originali – raccolta de I Vianella
- I grandi successi originali – raccolta di Edoardo Vianello
- I grandi successi originali – raccolta di Claudio Villa
- I grandi successi originali – raccolta di Wess
- I grandi successi originali – raccolta di Wess & Dori Ghezzi
- I grandi successi originali – raccolta di Iva Zanicchi